# Sophia Reis
Sophia Passos Reis (São Paulo, 1 de junho de 1988) é uma atriz e apresentadora brasileira.

## Biografia
Filha do cantor e compositor Nando Reis, Sophia estreou no cinema representando a personagem Isa, em Meu Tio Matou um Cara. Estudou alguns anos na Casa do Teatro, em São Paulo.
Em março de 2008, foi contratada para ser VJ da MTV Brasil, onde permaneceu durante 2 anos, apresentando em 2008 o programa Top 10 aos sábados, e em 2009, o programa Acesso MTV, ao lado de Léo Madeira e Kika Martinez. Abandonou a emissora no início de 2010.
Em 2011, passou a fazer parte do programa A Liga, exibido pela Band onde permaneceu até 2012, substituindo Rosanne Mulholland. Em novembro deste ano, realizou um ensaio sexy para a revista Alfa.
Foi musa da bateria da Unidos de São Lucas, no desfile de Carnaval de São Paulo em 2012.
Em março de 2013, realizou um ensaio sensual para a revista Status.
Em 2014, estreou o programa "Eu Nunca" na TV Gazeta, onde levava famosos e anônimos para fazerem coisas que nunca fizeram antes. O programa acabou em 2015.
Em 1º de março de 2016, junto do marido Arthur Chacon, parte em uma viagem de carro pela América do Sul, com plano de ficar 1 ano e meio na estrada.
Atualmente, Sophia deixou a vida pública e estuda Enfermagem e pretende ser obstetra.

### Vida pessoal
É torcedora do Santos, embora tenha torcido inicialmente para o São Paulo por conta do seu pai.
É casada com o historiador e músico Arthur Chacon. Fruto desta união, em 27 de setembro de 2018 nasceu de parto normal e humanizado sua primeira filha Gal.

## Carreira

### Televisão
- 2008 - Top 10 MTV
- 2009 - Acesso MTV
- 2009 - Para Gostar de Música
- 2010 - Open Bar
- 2011–2012 - A Liga
- 2012–2013 - Volta Ao Mundo
- 2014–2015 - Eu Nunca

### Cinema
- 2004 - Meu Tio Matou um Cara ... Isa
- 2006 - Do Mundo Não Se Leva Nada ... Martha
- 2006 - Esse Momento ... Bebel
- 2011 - Os 3 ... Bárbara